# Castelo Bolczów

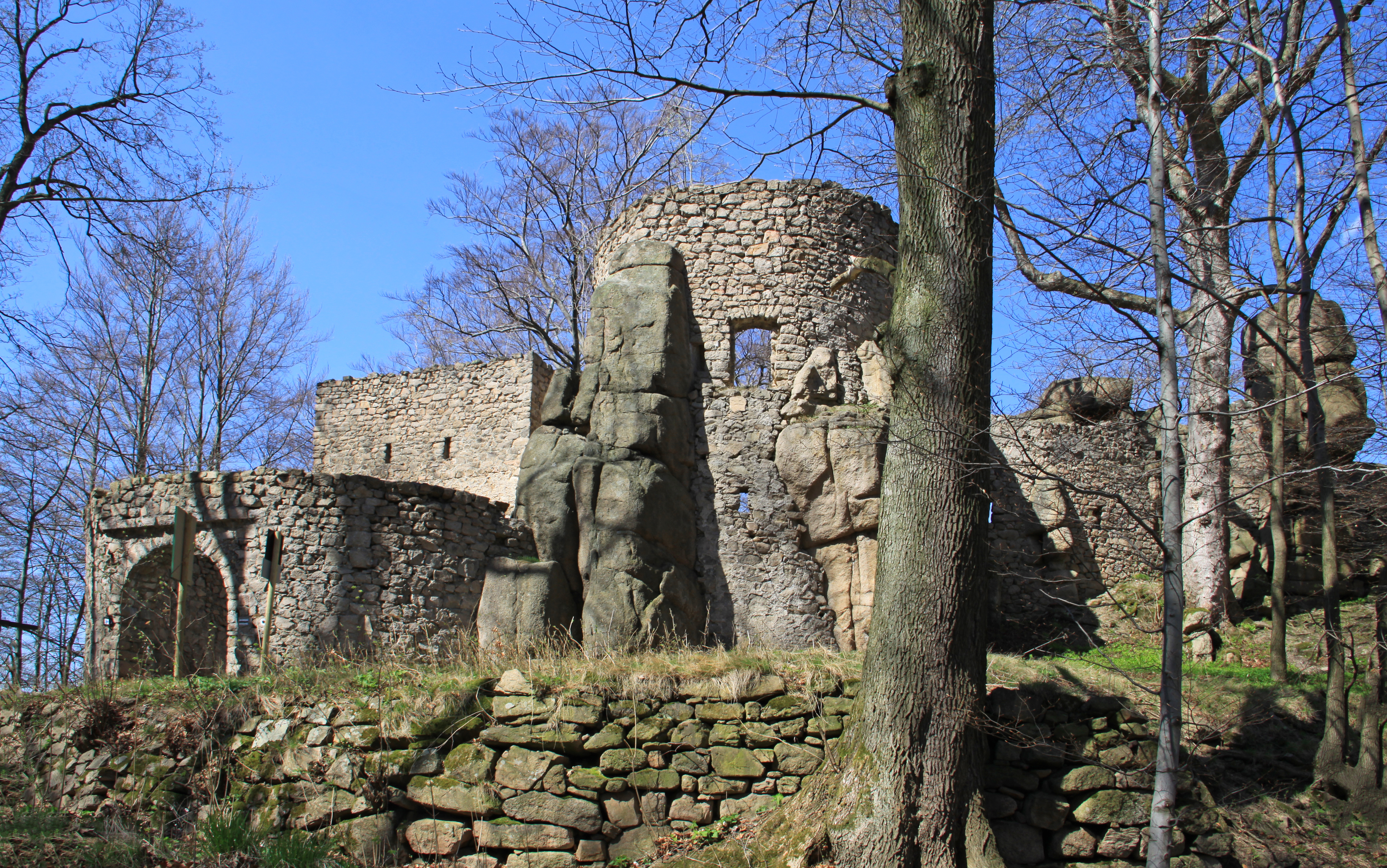
Castelo Bolczów

Castelo Bolczów (alemão: Bolzenschloss, posteriormente Bolkoschloß, Bolzenstein) - um castelo com fragmentos de paredes de rocha natural, localizado a cerca de 15 km de Jelenia Góra, na parte norte de Rudawy Janowickie, em uma saliência rochosa de granito, aproximadamente 561 m acima do nível do mar.

## História
A fundação do castelo em 1375 é atribuída ao cortesão do Príncipe Bolek II da família Bolcz. O construtor do castelo, Clericus Bolze, apoiou o movimento hussita, e Bolczów tornou-se o ninho dos raubritteres. Na primeira metade do século XV, foi destruída durante a batalha de Wrocław, dos habitantes da cidade de Świdnica com os hussitas. Após os danos da guerra, o castelo foi reconstruído apenas nos anos 1517-1518, provavelmente por Hans Dippold von Burghaus. Naquela época, um pátio foi criado e uma torre defensiva foi erguida no canto sul, e várias fendas de flecha foram colocadas nas paredes. O castelo mudou de dono um por um - nos anos 1537-1543 o castelo pertencia a Justus Decjusz de Cracóvia, um cortesão e secretário do rei polonês Sigismundo I da Polónia. Nos anos 1520-1550, o castelo foi ampliado novamente, entre outras coisas, foi erguido um muro de pedra, projetando-se na frente da torre do portão, e um bastião, foi construido um fosso seco, e também as paredes foram adaptadas para armas de artilharia fazendo canhoneios chave. O trabalho continuou até 1550. Em 1562, o castelo, junto com Janowice e Miedzianka, tornou-se propriedade dos irmãos Hans e Franz Heilmann. Provavelmente no início do século XVII, Daniel Schaffgotsch, o então proprietário de Janowice, encomendou novas obras no castelo. As transformações subsequentes ocorreram como resultado da Guerra dos Trinta Anos. Em 1645, o edifício foi assumido pelos suecos, que, deixando o castelo em dezembro daquele ano, incendiaram os edifícios residenciais. Desde então, Bolczów está em ruínas. O interesse pelo turismo em meados do século XIX (em 1824, aqui foi visitado por Frederico Guilherme III) fez com que o castelo, por iniciativa do Conde Stolberg-Wernigerode, fosse reconstruído em 1848, albergasse uma pequena pousada de estilo suíço construída sobre antigas fundações. Depois da guerra, a pousada passou a abrigar um abrigo para turistas, que foi sendo devastado com o tempo. O castelo é administrado pelas Florestas Estaduais e administrado pelo Distrito Florestal Śnieżka. O castelo faz parte do Parque Cultural Vale da Jelenia Góra fundado em 2008.

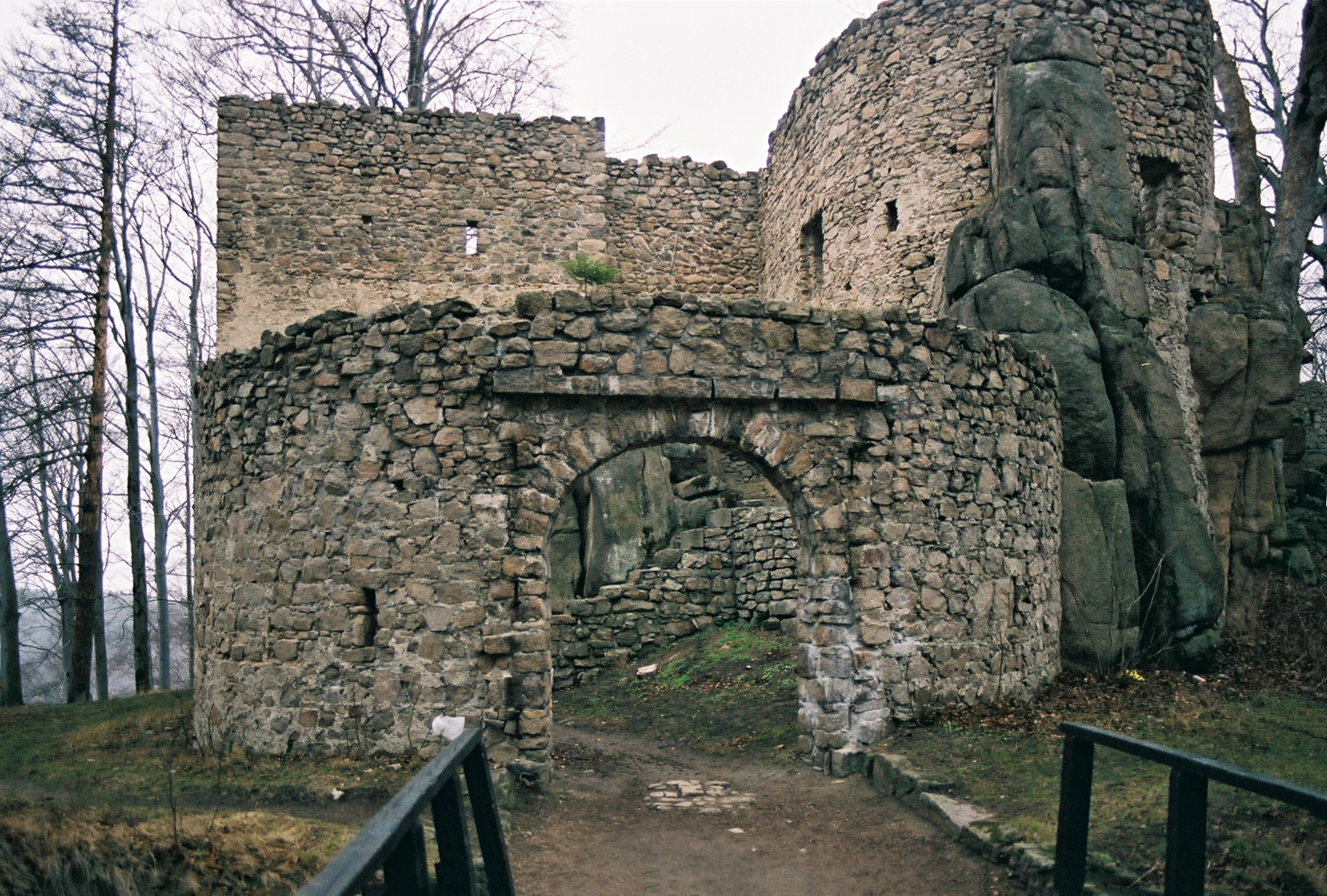
Portão do castelo
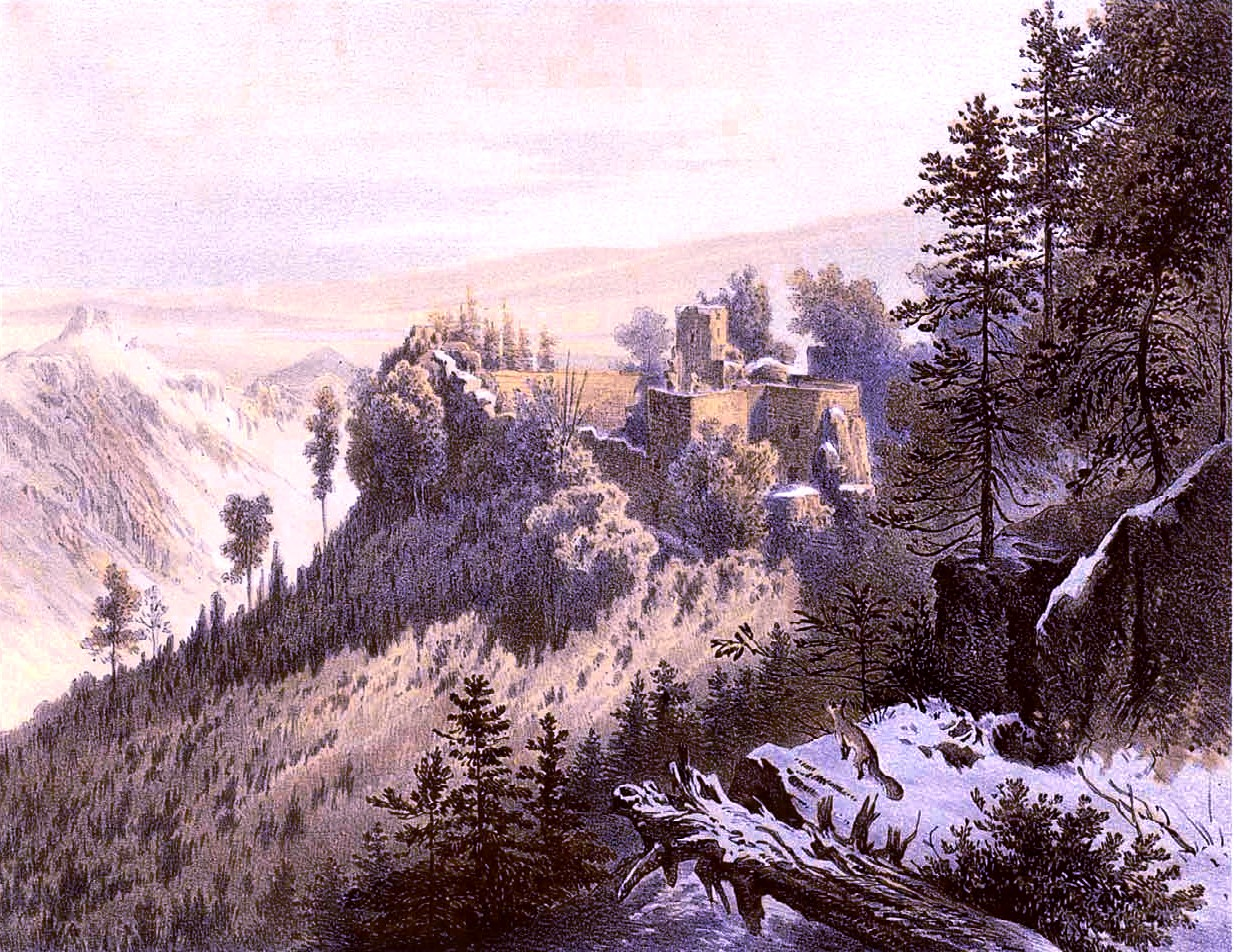
A visão de um artista do século XIX
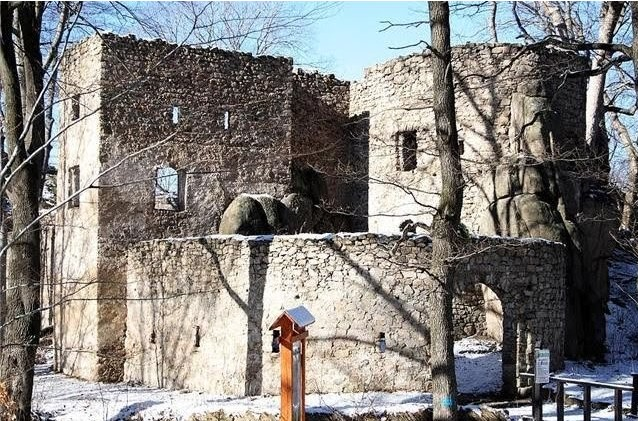
Muralhas do castelo

## Arquitetura
Para a construção do castelo foram utilizadas duas rochas de granito, as quais foram ligadas por paredes de pedra, graças às quais foi criado um pequeno pátio. Acima deles, no lado oriental, foi erguida uma torre quadrada, ao lado de uma casa de mulheres, e perpendicular a ela, no lado norte das paredes, na borda da encosta, um edifício residencial com cave foi construído A casa tinha as dimensões de 20 x 7,8 m, a entrada dava diretamente para o pátio, e seus andares acima do solo eram divididos em dois cômodos de tamanhos semelhantes. No lado sul havia uma capela redonda, e em frente ao prédio residencial do sudeste havia uma cozinha e uma padaria. Havia uma cisterna de água no pátio do castelo.
As ruínas que sobreviveram até aos dias de hoje permitem a reconstrução das três partes principais do edifício, que incluem: um castelo medieval, constituído por muros perimetrais, um edifício residencial e uma torre quadrangular; a parte do século XV, composta por dois pátios, a parede sul com frestas e a parte do século XVI com as muralhas da barbacã, baluartes e o portão de entrada.

## Rotas turísticas
- Janowice Wielkie - Castelo Bolczów - Wojanów - Jelenia Góra
- ao longo do caminho do Castelo para Głaziska Janowickie[3]